# Provincia de Otago
Otago fue una provincia de Nueva Zelanda hasta la abolición del gobierno provincial en 1876. La capital de la provincia fue Dunedin. La provincia de Southland se separó de Otago en 1861, pero volvió a formar parte de la provincia en 1870.

## Área e historia
La provincia de Otago fue una de las seis provincias originales establecidas en Nueva Zelanda en 1853. Cubría el tercio inferior de la isla del Sur. Su vecino del norte era la provincia de Canterbury, y el límite era el río Waitaki desde el océano Pacífico hasta su origen en los Alpes del Sur, y desde allí una línea recta hasta la bahía de Awarua (ahora conocida como Big Bay) en la costa oeste. El área interior de la cuenca de Waitaki no se exploró en 1853 y más tarde surgió una disputa sobre qué rama del Waitaki debería formar el límite. El límite se delineó en 1861 siguiendo el río Ohau hasta el lago Ohau y desde allí una línea recta hasta la bahía de Aspiring y Awarua.
La provincia de Southland se separó de Otago en 1861, pero volvió a formar parte de la provincia en 1870. Todas las provincias de Nueva Zelanda fueron abolidas a finales de 1876.

## Superintendents
La provincia de Otago tuvo cinco Superintendentes:
| Número | De                 | A           | Superintendente              |
| 1      | 26 Dic 1853        | Dic 1859    | William Cargill              |
| 2      | 3 Ene 1860         | 6 Mar 1861  | James Macandrew              |
| 3      | 17 de mayo de 1861 | 15 Abr 1863 | John Richardson              |
| 4      | 16 Abr 1863        | 23 Jun 1865 | John Hyde Harris             |
| 5      | 4 Ago 1865         | 26 Feb 1867 | Thomas Dick                  |
|        | 27 Feb 1867        | 1 Ene 1877  | James Macandrew (2.º tiempo) |

## Ferrocarriles
La provincia construyó la sucursal de Port Chalmers bajo los auspicios de Dunedin y Port Chalmers Railway Company Limited, y se construyó con el ancho de vía nacional recientemente adoptado de 1067 mm (3 pies 6 pulgadas), y fue la primera línea en el país en abrir con esa medida el 1 de enero de 1873. La primera locomotora que se ejecutó en la línea fue la clase E Josephine, una locomotora de vapor doble Fairlie, cuya popularidad local aseguró que fuera retenida más allá de su retiro del servicio en los ferrocarriles en 1917 y se conserva Hoy en el Museo de los colonos Otago en Dunedin.
Cuando la provincia de Southland se fusionó con Otago en 1870, esta última adquirió los ferrocarriles de la antigua provincia, que se construyeron con el ancho estándar de 1,435 mm (4 pies y 8,5 pulgadas).